# Coris centralis
Coris centralis là một loài cá biển thuộc chi Coris trong họ Cá bàng chài. Loài này được mô tả lần đầu tiên vào năm 1999.

## Từ nguyên
Tính từ định danh của loài trong tiếng Latinh có nghĩa là "ở trung tâm", hàm ý đề cập đến phạm vi của chúng ở khu vực Trung Thái Bình Dương.

## Phạm vi phân bố và môi trường sống
C. centralis được ghi nhận tại Kiribati (thuộc quần đảo Line), đảo Johnston và quần đảo Phoenix. C. centralis sống gần các rạn san hô trong các đầm phá có đáy cát ở độ sâu khoảng từ 4 đến 46 m.

## Mô tả
C. centralis có chiều dài cơ thể tối đa được biết đến là gần 10 cm. Cá đực có một đường sọc màu vàng từ mõm băng ngang mắt, chuyển thành màu nâu đen ở sau và kéo dài đến cuống đuôi. Phần thân trên sọc này có màu nâu tanin, phần thân dưới màu trắng. Bên dưới sọc nâu đen này là một đường sọc mờ hơn có màu vàng. Các vây trong suốt; vây đuôi bo tròn. Vây lưng trước có một vùng màu đen.
Số gai vây lưng: 9; Số tia vây ở vây lưng: 12; Số gai vây hậu môn: 3; Số tia vây ở vây hậu môn: 12; Số gai ở vây bụng: 1; Số tia vây ở vây bụng: 5.

## Sinh thái học
Thức ăn của C. atlantica có thể là các loài thủy sinh không xương sống nhỏ.